# Valeyres-sous-Rances
Valeyres-sous-Rances is een gemeente en plaats in het Zwitserse kanton Vaud, en maakt deel uit van het district Jura-Nord vaudois.
Valeyres-sous-Rances telt 481 inwoners.

## Externe link

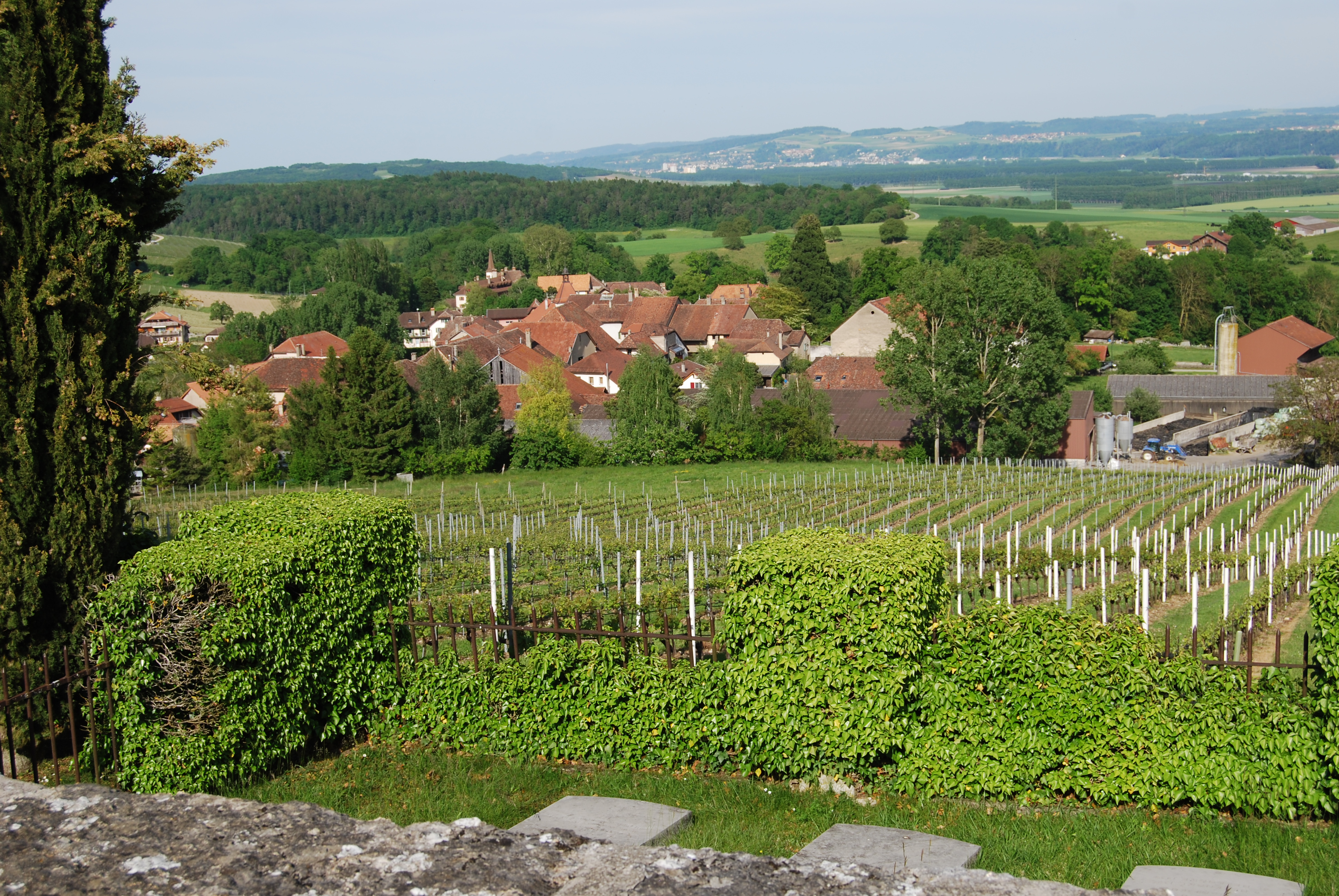
Valeyres-sous-Rances